# Józef Merunowicz

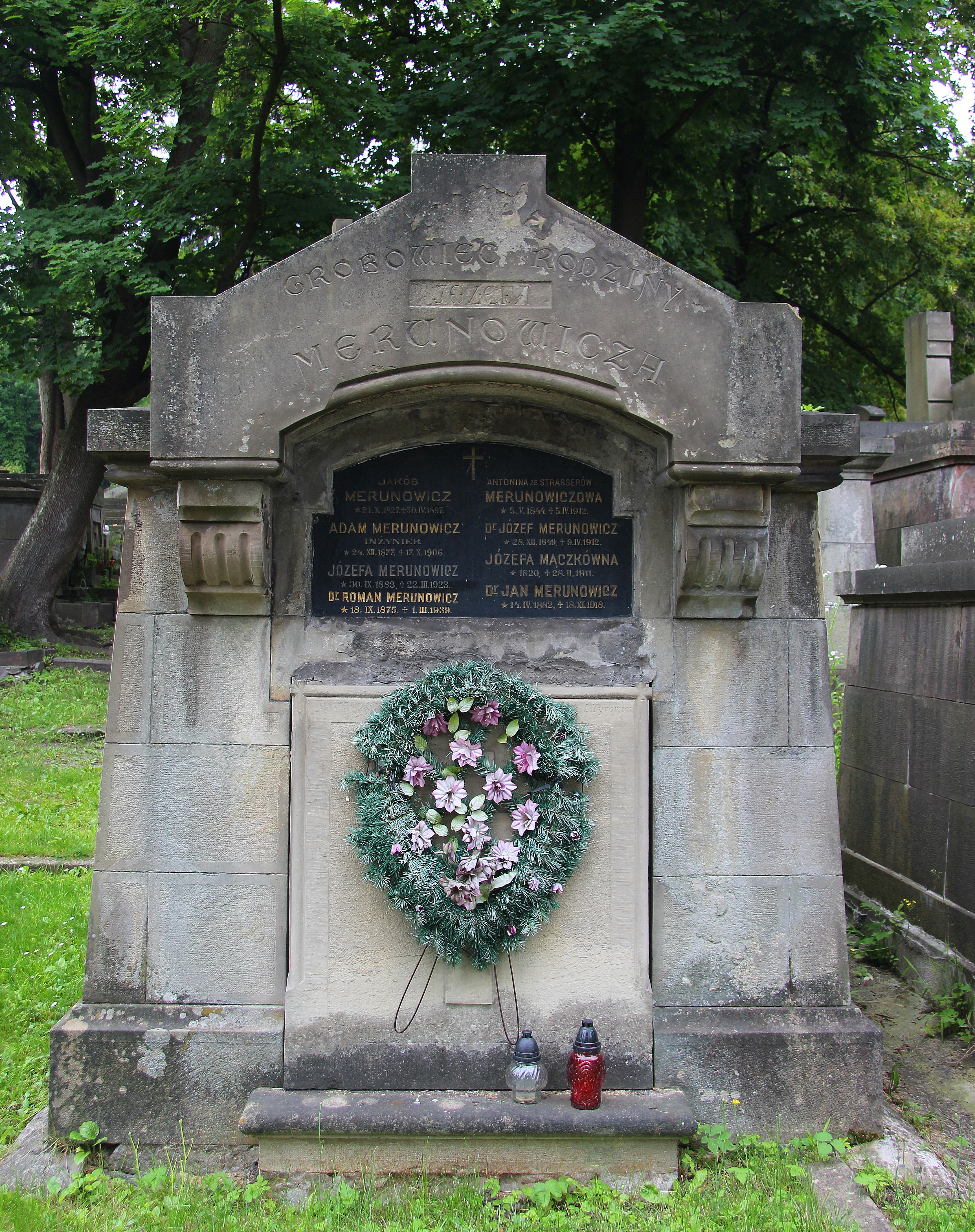
Grobowiec Merunowiczów

Józef Merunowicz (ur. 31 grudnia 1849 w Czerniowcach, zm. 9 kwietnia 1912 we Lwowie) – lekarz, doktor wszech nauk lekarskich, c. i k. urzędnik.

## Życiorys
Był bratem Teofila.
Ukończył gimnazjum w Drohobyczu i we Lwowie. Ukończył studia lekarskie w Krakowie. 28 lipca 1873 na Uniwersytecie Jagiellońskim otrzymał stopień doktora wszech nauk lekarskich. Jeszcze przed promocją został asystentem kliniki lekarskiej przy Uniwersytecie. Po otrzymaniu stypendium cesarskiego pracował przez trzy semestry w fizjologicznym instytucie w Lipsku pod kierunkiem profesora dr Ludwiga. Po powrocie osiadł w Stanisławowie jako wolny lekarz. Po dwóch latach przeniósł się do Lwowa. W 1878 roku wstąpił do służby sanitarnej w C. K. Namiestnictwie. W 1887 mianowany radcą namiestnictwa i krajowym referentem sanitarnym.  W 1911 był referentem spraw sanitarnych w C. K. Namiestnictwie. Pełnił funkcję protomedyka Galicji. Pracował w charakterze radcy dworu. Był członkiem honorowym Towarzystwa Lekarskiego Krakowskiego, Towarzystwa Lekarskiego Lwowskiego. Zajmował się rozwojem Krynicy. Prowadził biuro i był szefem Czerwonego Krzyża we Lwowie. Był autorem publikacji naukowych.
Miał czterech synów: Romana - lekarza powiatowego w Chrzanowie, Feliksa - dyrektora miejskiej Kasy Oszczędności w Samborze, Zygmunta - urzędnika technicznej kontroli skarbowej i zakładu uniwersyteckiego do badania środków spożywczych w Krakowie, Jana  i dwie córki
Został pochowany na Cmentarzu Łyczakowskim we Lwowie.

## Odznaczenia
- Order Korony Żelaznej III klasy (1893)[1][3]
- Dyplom uznania cesarskiego (1905)[1]